# Yuriel
Yuriel, también conocido como Yuriel es Música, es un cantante, productor discográfico, compositor y escritor dominicano nacido en El Bronx, Nueva York. Su álbum Sagitario, estrenado en 2019, se convirtió en disco de oro en Italia y logró posicionarse en la casilla número 64 de la lista Billboard en ese país. En 2016 fue nominado a los Latin Music Italian Awards en la categoría My Favorite Lyrics.

## Carrera
Yuriel nació en El Bronx de Nueva York, hijo de padre puertorriqueño y madre dominicana. Desde una edad muy temprana empezó a interesarse por la música, vivió en República Dominicana hasta los 14 años, cuando nuevamente regresó a tierras estadounidenses. Poco tiempo después empezó su carrera como cantante de música urbana, integrando inicialmente el dueto Los Supervillanos y lanzando una carrera en solitario en la década de 2010.
Su canción "Sábanas mojadas" obtuvo notoriedad en Italia y le valió una nominación a los Latin Music Italian Awards en 2016, donde compitió en la categoría My Favorite Lyrics. Un año después publicó su primera producción discográfica, titulada Reloaded. En 2019 publicó Sagitario, álbum de estudio que logró convertirse en disco de oro en Italia al vender 30 mil copias, además de alcanzar la posición número 64 en la lista Billboard del mismo país.
Desde entonces, ha publicado canciones en colaboración con otros artistas del género como Franco El Gorila, Iam Astro y Yo Soy John Kenny y ha compartido escenario con Cosculluela, De La Ghetto y Tony Dize, entre otros. En 2020 publicó su primer libro, titulado Diario de un arquero, que logró ubicarse en las primeras posiciones de ventas en la plataforma Amazon.

## Discografía

### Álbumes de estudio
- 2017 - Reloaded
- 2019 - Sagitario
- 2021 - La Musica Hecha Hombre

### Sencillos
- 2021 - "Solo mía"
- 2021 - "Se va conmigo"
- 2021 - "Ram Pam Pam"
- 2021 - "BPN (Bueno para nada)"
- 2021 - "Buena o mala"
- 2021 - "Posiciones"